# Yalıntepe, Cizre
Yalıntepe là một xã thuộc huyện Cizre, tỉnh Şırnak, Thổ Nhĩ Kỳ. Dân số thời điểm năm 2011 là 161 người.